# Над Сантяго вали
„Над Сантяго вали“ (на френски: Il pleut sur Santiago) е френско-български игрален филм (драма, трилър) от 1975 година, по сценарий и режисура на Елвио Сото. Оператор е Жорж Барски. Музиката във филма е композирана от Астор Пиацола.

## Актьорски състав
| Роля                                        | Изпълнител        |
| ------------------------------------------- | ----------------- |
| агент на ЦРУ                                | Джон Аби          |
| сенаторът                                   | Жан-Луи Трентинян |
| Моника Калве                                | Биби Андершон     |
| Мария Оливарес                              | Ани Жирардо       |
| дъщерята на Алиенде                         | Никол Калфан      |
| Оливарес                                    | Рикардо Кучиола   |
| жената на Хорхе                             | Вера Дикова       |
| Юго, стдуент от Политехническия университет | Андре Дюсолие     |
| Педро Вушкович, министър на финансите       | Бернар Фресон     |
| Хорхе                                       | Морис Гарел       |
| студентка                                   | Патрисия Гусман   |
| генерал Густаво Ли                          | Серж Маркан       |
| генерал Аугусто Пиночет                     | Анри Поаре        |
| Калве                                       | Лоран Терзиефф    |
| шеф на охраната на президента               | Димитър Буйнозов  |
| Луис Корвалан                               | Любомир Димитров  |
| певецът Виктор Хара                         | Димитър Герасимов |
| генерал                                     | Теодор Юруков     |
| генерал Валенсуела                          | Михаил Михайлов   |
| полковникът, командващ в спортната зала     | Светозар Неделчев |
| Салвадор Алиенде                            | Найчо Петров      |
| полковник                                   | Георги Стоянов    |
| Рохас, съветникът на президента             | Васил Стойчев     |
| войникът-дезертьор                          | Никола Тодев      |
| президента Едуардо Фрей Монталва            | Коста Цонев       |
| агитиращият да не се излиза на улицата      | Стоян Стойчев     |
| майор Ибанес, адютант на генерал Шнайдер    | Дамян Антонов     |
| комунист от завода                          | Стойно Добрев     |
| чиновник на Алиенде                         | Иван Янчев        |
| търговец, в заговор с Пиночет               | Антон Карастоянов |
| търговец, в заговор с Пиночет               | Борислав Иванов   |
| служител на Алиенде                         | Любомир Бъчваров  |
|                                             | Мариана Димитрова |
| жената скандираща „Да живее Пабло Неруда!“  | Милка Попантонова |
|                                             | Любен Желязков    |
| министърът на икономиката                   | Ицхак Финци       |

и др.